# Denopelopia diaoluonica
Denopelopia diaoluonica är en tvåvingeart som beskrevs av Cheng och Wang 2005. Denopelopia diaoluonica ingår i släktet Denopelopia och familjen fjädermyggor. Inga underarter finns listade i Catalogue of Life.